# Littorophiloscia albicincta
Littorophiloscia albicincta är en kräftdjursart som först beskrevs av Albert Vandel1973.  Littorophiloscia albicincta ingår i släktet Littorophiloscia och familjen Philosciidae. Inga underarter finns listade i Catalogue of Life.